# In Pisonem
In Pisonem (Contra Pisó) és un discurs de Ciceró pronunciat al Senat romà l'any 55 aC contra Luci Calpurni Pisó Cesoní, acusant-lo d'estar “fora de la llei”, bàsicament, pel malestar de la província que supervisava, Macedònia. És un discurs molt dur per la seva època i pels seus costums i morals, però alhora amb un tacte especial de Ciceró per evitar l'ofensa als poderosos Cèsar i Pompeu, als quals seguia Pisó.

## Context
Amb la marxa de Cèsar l'any 58 aC a la Gàl·lia, per no deixar Ciceró, contrari a ell, sol a Roma i que pogués frustrar les seves aspiracions, va encarregar al cònsol Luci Calpurni Pisó la seva desaparició temporal mentre ell no fos a la ciutat; Publi Clodi va promulgar l'exili de Ciceró. Així doncs, en tornar l'orador de l'exili el 57aC va continuar la seva carrera política amb els discursos, tenint com a objectiu Pisó en diverses ocasions; per això avui dia no es pot conèixer totalment si realment aquestes acusacions eren certes o si darrere d'elles hi havia un motiu de venjança aprofitant que Pisó tenia uns alts càrrecs que podien ser objecte d'atac, com era la supervisió de Macedònia com a procònsol.

## Acusació
Ciceró en aquest discurs acusa Pisó d'estar “fora de la llei” quan va governar com a procònsol la província de Macedònia provocant-hi malestar. Concretament, l'acusava d'assassí i de torturador de ciutadans romans innocents amb l'objectiu d'obtenir riqueses; d'haver allunyat de Roma persones fidels a la pàtria com el mateix Ciceró; d'irregularitats financeres en els tributs i impostos; i d'haver desfet l'exèrcit romà, ja que seguia una filosofia epicúria i no anhelava la glòria militar, per la qual cosa Ciceró li recrimina de no haver comprès les idees epicúries i d'haver-les utilitzat com a excuses.

## Estructura
El discurs està bàsicament dividit en dues parts: la primera, en què parla del passat (1-63) i la segona, del present (64-final). Aquesta última part, alhora està subdividida en tres fragments: primer informa de les dades en què es basa el seu discurs, la segona en què acusa i amenaça Pisó, i l'última en què resumeix les idees principals de l'acusació; en tot el discurs mostra un to d'intensitat ascendent fins al final amb una gradatio (gradació).
D'altra banda, segons R.G.M.Nisbet, hi ha una altra possible estructura:
1. (1-3) Ciceró afirma que Pisó va obtenir el títol de cònsol a través de falses aparences; mentre que ell mateix el va aconseguir amb triomfs i treballs propis.
2. (4-7) Ciceró mostra els mèrits propis que va esmentar anteriorment.
3. (8-11) L'orador descriu el consolat de Pisó.
4. (12-21) Torna a descriure el consolat de Pisó, però, ara, en el moment en què va haver d'exiliar-se.
5. (22-31) Ciceró explica com va estar el consolat de l'acusat en estar-hi ell fora a l'exili.
6. (32-36) Explica el seu exili i com, tot i així, va rebre més honors fins i tot que Pisó com a cònsol.
7. (37-50) Descriu com va governar Pisó a Macedònia i com va desfer l'exèrcit.
8. (51-63) Informació de la seva tornada a Roma de forma grandiloqüent i de la ridiculització de Pisó en aquell moment.
9. (64-67) Ciceró conclou la comparació entre ells dos amb la idea que fins i tot la seva vida és més gran en honor i qualitat.
10. (68-72) Dona informació de les seves fonts i a través d'on ha tret les seves dades, concretament, per uns epigrames de Filòdem, filòsof, poeta i defensa de Pisó.
11. (73-82) Recrimina que Pisó fins i tot va fer una broma de la seva vida en l'exili, i que tot i així, no l'acusarà personalment, sinó políticament per la degradació durant el seu consolat.
12. (83-95) Ciceró denuncia les seves conductes de crudelitas (crueltat) i d'avaritia (avarícia).
13. Resumeix i retorna als punts del seu discurs per concloure.

## Resultat de l'acusació
Per tot això que acusava Ciceró de Pisó, sol·licitava que retornés de la província on es trobava, i que fos substituït, proposicions que va acceptar la vox populi (“veu del poble"), és a dir, el senat, i que es van realitzar per la llei.        

## Transmissió del text
L'any 1425 es va trobar l'anomenat Codex Vaticanus(V), amb uns discursos de Ciceró i una part d'In Pisonem; no va ser fins al 1426 en què es va trobar l'altra part, trobat al còdex (TEe). Se'n van trobar més còdexs, com el χ i l'E (família dels manuscrits Σ i B), que concordaven els dos; o el M, entre d'altres; però el que majoritàriament s'utilitza actualment (juntament amb el V) és el text del manuscrit P, trobat en un palimpsest.